# 漫漫寻子路

《漫漫寻子路》 是一部于2020年上映的塞尔维亚剧情片，由斯尔丹·戈卢博维奇执导、并与奥涅金·斯维利契奇（Огњен Свиличић）联合编剧。 本片根据真实事件改编，于2020年2月28日在贝尔格莱德国际电影节开幕式举行首映。2021年11月2日在全國藝術電影放映聯盟影院上映。

## 剧情简介
影片讲述了一个普通男人的悲剧和个人挣扎。
非法劳工尼古拉被工厂欠薪，在妻子试图替他讨薪自杀未遂之后，尼古拉失去了两个孩子的监护权，孩子们被暂时安置在寄养家庭。当地社会福利办主任在检查了尼古拉家的生活条件后认为，尼古拉太穷，无法为他的孩子们提供一个良好的生活环境。在申诉未果后，尼古拉决定步行前往300公里外的首都贝尔格莱德向社会事务部申诉。
尼古拉将这次行动视为一次抗议，从塞尔维亚南部的小村庄到首都贝尔格莱德，他的这次行程几乎跨越了整个国家。他的行动绝望而又庄严，尼古拉想以此表明他有多么想要重新拿回自己孩子的监护权，为此不惜去找相关国家部门的最高领导解决问题。在旅途中，尼古拉从一个失败者、一个被拒绝和羞辱的人成为了一位英雄。

## 演员表
- 戈兰·博格丹（英语：Goran Bogdan） 饰 尼古拉（父亲）
- 纳达·萨金（英语：Nada Šargin） 饰 母亲
- 阿吉拉·桑蒂奇 饰 女儿
- 穆哈拉姆·哈姆齐奇 饰 米洛什（儿子）